# 大久保町 (明石市)
大久保町（おおくぼちょう）は、兵庫県明石市の町名。
瀬戸内海（播磨灘）に面した播磨南東部に位置する。北で神戸市西区に隣接、西では魚住町を挟んで加古郡（播磨町、稲美町）が近い。播磨平野の良質な米と水に恵まれ、江戸時代初期より酒造りが盛んに行われていた。2019年10月現在、大久保町には江井ヶ島酒造や太陽酒造、大和酒造がある。

## 沿革
- 1888年（明治21年）12月23日 - 山陽鉄道（現在のJR西日本）大久保駅が開業する。
- 1889年（明治22年）4月1日 - 町村制施行に伴い明石郡大久保町、松陰新田村、松陰村、森田村、釜八木村、八木村、福田村、大窪村、江井島村、魚住村（一部）、西脇村（一部）が合併し、大久保村（おおくぼむら）が発足。旧村名を大字とする。
- 1913年（大正9年） - 大字の魚住を西島に改称。
- 1923年（大正12年）8月19日 - 神戸姫路電気鉄道（現在の山陽電鉄）中八木駅・江井ヶ島駅・西江井ヶ島駅が開業する。
- 1931年（昭和6年）4月18日 - 西八木海岸で明石原人の腰骨が発見される。
- 1938年（昭和13年） - 町制施行し大久保町となる。
- 1948年（昭和23年） - 大久保町警察が発足する。
- 1951年（昭和26年）1月10日 - 明石郡大久保町は明石市に編入され現在の市域となる[2]。
- 2014年（平成26年）9月27日 - 大久保町西脇、大久保町大窪、大久保町山手台一丁目の各一部に、新しい町名「大久保町茜一丁目」、「大久保町茜二丁目」、「大久保町茜三丁目」の住居表示（第19次住居表示）が実施された[3]。
- 2019年（平成31年）4月1日 - 明石こどもセンター（児童相談所)、子育て支援センターおおくぼ、こども図書室が大久保町ゆりのき通一丁目4-7にオープン。

## 世帯数と人口
2019年（令和元年）7月1日現在の世帯数と人口は以下の通りである。
| 丁目               | 世帯数     | 人口     |
| ------------------ | ---------- | -------- |
| 大久保町松陰新田   | 109世帯    | 254人    |
| 大久保町森田       | 982世帯    | 2,322人  |
| 大久保町松陰       | 1,832世帯  | 4,924人  |
| 大久保町松陰山手   | 173世帯    | 566人    |
| 大久保町大久保町   | 2,577世帯  | 6,573人  |
| 大久保町駅前       | 894世帯    | 1,787人  |
| 大久保町大窪       | 7,230世帯  | 16,186人 |
| 大久保町山手台     | 1,199世帯  | 2,834人  |
| 大久保町高丘       | 4,453世帯  | 9,394人  |
| 大久保町西脇       | 1,391世帯  | 3,123人  |
| 大久保町緑が丘     | 399世帯    | 978人    |
| 大久保町茜         | 521世帯    | 1,651人  |
| 大久保町谷八木     | 2,606世帯  | 6,358人  |
| 大久保町八木       | 1,233世帯  | 2,649人  |
| 大久保町福田       | 755世帯    | 2,016人  |
| 大久保町江井島     | 2,720世帯  | 6,133人  |
| 大久保町西島       | 4,159世帯  | 9,782人  |
| 大久保町わかば     | 571世帯    | 1,478人  |
| 大久保町ゆりのき通 | 1,892世帯  | 5,054人  |
| 計                 | 35,696世帯 | 84,062人 |

## 幼稚園（市立）
明石市立幼稚園の一覧。
- 大久保幼稚園
- 大久保南幼稚園
- 高丘東幼稚園
- 高丘西幼稚園
- 山手幼稚園
- 谷八木幼稚園
- 江井島幼稚園

## 小中学校
通学区域の市立小中学校。

### 小学校
- 明石市立沢池小学校
- 明石市立大久保小学校
- 明石市立大久保南小学校
- 明石市立山手小学校
- 明石市立高丘東小学校
- 明石市立高丘西小学校
- 明石市立谷八木小学校
- 明石市立江井島小学校

### 中学校
- 明石市立野々池中学校
- 明石市立大久保中学校
- 明石市立大久保北中学校
- 明石市立高丘中学校
- 明石市立江井島中学校

## 高等学校
- 兵庫県立明石北高等学校
- 兵庫県立明石城西高等学校

## 交通

### 鉄道
- 西日本旅客鉄道
  - 山陽本線
    - 大久保駅
- 山陽電気鉄道
  - 本線
    - 中八木駅・江井ヶ島駅・西江井ヶ島駅

### 道路
- 国道2号
- 国道250号
- 第二神明道路
  - 大久保インターチェンジ
  - 明石サービスエリア（上り/下り）
- 兵庫県道148号大久保稲美加古川線
- 兵庫県道379号岩岡魚住線
- 兵庫県道380号江井ヶ島大久保停車場線
- 兵庫県道384号平荘大久保線
- 兵庫県道718号明石高砂線
- 山手環状線

### 路線バス
- 神姫バス
- Tacoバス（明石市コミュニティバス）

## 公共施設
明石市大久保町にある公共施設他は以下の通り。
- あかし保健所
  - 明石こどもセンター（児童相談所)
  - 子育て支援センターおおくぼ
  - こども図書室
- 消防
  - 明石市消防署 大久保分署
  - 明石市消防署 江井島分署
- 警察
  - 明石警察署 江井島交番
  - 明石警察署 高丘交番
  - 明石警察署 大久保交番
  - 明石警察署 大久保南交番
- 神戸刑務所
- 市民センター
  - 明石市 大久保市民センター
  - 明石市 高丘サービスコーナー
  - 明石市 江井島サービスコーナー
- コミュニティ・センター
  - 大久保コミュニティ・センター
  - 大久保北コミュニティ・センター
  - 高丘コミュニティ・センター
  - 江井島コミュニティ・センター
  - 高丘コミセン中央集会所
  - 大久保小学校区コミュニティ・センター
  - 大久保南小学校区コミュニティ・センター
  - 高丘東小学校区コミュニティ・センター
  - 高丘西小学校区コミュニティ・センター
  - 山手小学校区コミュニティ・センター
- 公民館
  - 谷八木小学校区コミュニティ・センター
  - 江井島小学校区コミュニティ・センター
  - 松蔭会館
  - 西八木公民館
  - 山手台会館
  - 大窪会館
  - 西脇会館
  - 福田会館
- 明石クリーンセンター
- 明石市 大久保浄化センター
- 明石中央体育会館
- 石ヶ谷公園
- あかし動物センター
- 明石市石ケ谷墓園
- 江井島海岸休憩施設（駐車場有）
- 明石市立少年自然の家
- 高齢者ふれあいの里 大久保